# German Open 1985
Die German Open 1985 im Badminton fanden vom 1. bis zum 3. März 1985 in Rheinhausen statt. Die Finalspiele wurden am 3. März 1985 ausgetragen. Das Preisgeld betrug 14.000 US-Dollar, was damals ungefähr 45.000 D-Mark entsprach.

## Sieger und Platzierte
| Disziplin    | Gold                     | Silber                      | Bronze                         |
| ------------ | ------------------------ | --------------------------- | ------------------------------ |
| Herreneinzel | Nick Yates               | Torben Carlsen              | Tian Bingyi                    |
| Herreneinzel | Nick Yates               | Torben Carlsen              | Ib Frederiksen                 |
| Dameneinzel  | Qian Ping                | Zheng Yuli                  | Wu Jianqiu                     |
| Dameneinzel  | Qian Ping                | Zheng Yuli                  | Helen Troke                    |
| Herrendoppel | Li Yongbo Ding Qiqing    | Zhang Xinguang Tian Bingyi  | Billy Gilliland Dan Travers    |
| Herrendoppel | Li Yongbo Ding Qiqing    | Zhang Xinguang Tian Bingyi  | Jesper Helledie Steen Fladberg |
| Damendoppel  | Wu Jianqiu Guan Weizhen  | Karen Beckman Gillian Gilks | Eline Coene Erica van Dijk     |
| Damendoppel  | Wu Jianqiu Guan Weizhen  | Karen Beckman Gillian Gilks | Helen Troke Gillian Gowers     |
| Mixed        | Martin Dew Gillian Gilks | Nigel Tier Gillian Gowers   | Billy Gilliland Karen Beckman  |
| Mixed        | Martin Dew Gillian Gilks | Nigel Tier Gillian Gowers   | Jesper Helledie Dorte Kjær     |

## Finalergebnisse
| Disziplin    | Sieger                   | Finalist                    | Ergebnis           |
| ------------ | ------------------------ | --------------------------- | ------------------ |
| Herreneinzel | Nick Yates               | Torben Carlsen              | 18-16, 15-0        |
| Dameneinzel  | Qian Ping                | Zheng Yuli                  | 3-1, Aufgabe       |
| Herrendoppel | Li Yongbo Ding Qiqing    | Zhang Xinguang Tian Bingyi  | 15-5, 12-15, 15-7  |
| Damendoppel  | Wu Jianqiu Guan Weizhen  | Karen Beckman Gillian Gilks | 15–9, 6-15, 15–9   |
| Mixed        | Martin Dew Gillian Gilks | Nigel Tier Gillian Gowers   | 12-15, 15-4, 15-13 |